# Imeľ
Imeľ este o comună slovacă, aflată în districtul Komárno din regiunea Nitra. Localitatea se află la altitudinea de 111 m deasupra n.m., se întinde pe o suprafață de 21,96 km2 și în 2017 număra 1.949 de locuitori.

## Istoric
Localitatea Imeľ este atestată documentar din 1312.

## Demografie
| An:                | 1994 | 2004   | 2014   | 2024   |
| ------------------ | ---- | ------ | ------ | ------ |
| Număr de persoane: | 2276 | 2152   | 1960   | 1992   |
| Diferență:         |      | −5,44% | −8,92% | +1,63% |

| An:                | 2023 | 2024   |
| ------------------ | ---- | ------ |
| Număr de persoane: | 1989 | 1992   |
| Diferență:         |      | +0,15% |